# Résolution 263 du Conseil de sécurité des Nations unies
Membres permanents
- Chine (Taïwan)
- États-Unis
- France
- Royaume-Uni
- URSS

Membres non permanents
- Algérie
- Colombie
- Espagne
- Finlande
- Hongrie
- Népal
- Pakistan
- Paraguay
- Sénégal
- Zambie

Résolution no 262 Résolution no 264
La résolution 263 du Conseil de sécurité des Nations unies fut adoptée le 24 janvier 1969. Après que l'Assemblée générale a adopté la résolution 2479 vantant les vertus des langues de travail élargies, le Conseil a décidé d'inclure le russe et l'espagnol parmi les langues de travail du Conseil de sécurité.
La résolution a été adoptée sans vote.